# 谁陷害了兔子罗杰
《谁陷害了兔子罗杰》是1988年的美国奇幻喜剧片，由罗伯特·泽米基斯执导，根据格瑞·沃尔夫的同名小说改编，弗兰克·马歇尔和罗伯特·瓦兹提任制片人。影片由真人演员和动画角色共同出演，营造两者直接互动的神奇世界。华特迪士尼公司1981年买下小说电影改编版权，编剧杰夫瑞·普莱斯和彼得·西曼在迪斯尼公司请来史蒂文·斯皮尔伯格担任执行制片人并与安布林娱乐公司一起为影片提供资金支持前就已经写出两稿剧本。电影主要演员包括鲍勃·霍斯金斯、克里斯托弗·洛伊德（配音）、凯瑟琳·特纳（配音）和安娜·卡西迪。
罗伯特·泽米基斯负责执导片中的真人出演镜头，加拿大动画设计师理查德·威廉姆斯则负责动画镜头。电影摄制组一度从洛杉矶转战英格兰，以满足理查德及其动画设计师团体的工作需要。电影拍摄期间预算开始迅速扩张，并且最终实际拍摄所花费的时间也长过预期。不过，这样的投入还是获得了很好的回报，1988年6月22日通过试金石影业正式发行后，影片无论在票房还是专业评论方面都获得了很好的反响，并重新引起了人们对美国动画黄金时代的关注，是美国现代动画，特别是迪斯尼文艺复兴中的一部具有代表性意义的先锋之作。

## 剧情
1947年，动画角色也像真实的人物一样生活，他们住在好莱坞附近的一个名叫“动画城”（Toontown）的地方，每天到制片公司上班，并且可以直接和人类交谈、互动。R·K·马隆是马隆动画工作室的老板，兔子罗杰则是该工作室旗下的大明星。罗杰的妻子杰茜卡是一位美艳的动画女性，娃娃哈曼则是罗杰长年的搭档，已经50岁的他看起来还是个吃奶的娃。马文·艾克姆是艾克姆公司和动画城的老板，他是个爱搞恶作剧的家伙。
罗杰由于担心妻子杰茜卡有外遇，所以工作起来很不在状态，娃娃哈曼已经取笑了他好几次。对此忧心如焚的马隆于是请来一位叫艾迪·瓦利安特的私家侦探进行调查。艾迪和他兄弟泰迪都曾与动画社区的众居民是好朋友，但五年前泰迪却被一位确切身份不明的凶手所杀，艾迪只知道对方是一个动画人物，因此心中对所有动画角色都有了恨意，對當代動畫流行的傷痛幽默橋段提不起勁，并且染上了严重的酒瘾。马隆找上门时，艾迪一开始心里并不情愿，但最后还是為生計而接过了这笔生意，开始进行调查。之后他果然拍到了杰茜卡“偷情”的照片并拿给罗杰看，艾克姆也在一旁风言乱语，罗杰对此心烦意乱并且离开了片场。谁料想次日艾克姆竟被谋杀，罗杰也因此成为了首要犯罪嫌疑人。在犯罪现场艾迪见到了法官殒灭和他的5只心腹黄鼠狼。虽然一般的虐打对动画人物无效，但殒灭还是发现可以通过将其浸入一些溶剂的混合物中来将之杀死。
宝宝哈曼坚持认为阿克姆的「遗嘱」失踪了，如果不能在午夜前找到的话，动画城将会被出售给一个最近买下了太平洋电车的、名為立交橋產業（Cloverleaf Industries）的公司，所有的动画角色都将无家可归。艾迪拍到的一张照片也证实阿克姆口袋里的确曾有份遗嘱，他开始意识到这起谋杀案并不简单。很快，因著偵探社是過去動畫角色解決問題的好地方，罗杰便来到了艾迪的办公室。他声称自己當時只是想過去寫情書，跟妻子表達自己仍十分疼愛對方，一覺醒來便發現被冤枉，请求艾迪还自己一个清白。艾迪因著黄鼠狼找上門而不情願地同意幫忙，他将罗杰藏了起来，然后在女友德洛丽思的帮助下展开调查。他们一开始发现马隆涉案，马隆承认自己是想把公司卖掉，但只是想利用照片事件来让阿克姆也同意出售。可还没等他说完就被一位看不见的凶手所杀，艾迪则发现杰茜卡正逃掉现场，认为她就是凶手，于是追踪来到了动画城，並被動畫作品的橋段法則虐待得非常慘烈。当他找到对方时，杰茜卡告诉他沒有背叛一直都能為其帶來歡笑的丈夫，而法官殒灭才是真正的幕后主使，他杀死了马隆和阿克姆并计划夺得动画城。
殒灭和他的黄鼠狼爪牙们抓住了艾迪、罗杰和杰茜卡，原来他正是试图买下动画城那家公司的老板，其最终目标是将整个动画城彻底摧毁来建高速公路，而且还准备了一大缸的特殊溶剂，计划将所有的动画角色一一杀死。艾迪以多年沒有接觸的傷痛幽默打倒不能一直笑的黃鼠狼，在需要对付殒灭時，却惊讶地发现对方竟然是一个动画人物，并且正是当年杀死他兄弟泰迪的凶手。最终他成功地打败了殒灭并以那一缸溶剂消灭了对方。等到其他动画角色和警察到达时，艾迪发现阿克姆當時原來已將用隱形現形墨水編寫的遗嘱給了杰茜卡，只是及後又讓罗杰以另一重隱形現形墨水寫上給妻子的情书。最后艾迪以幽默對待羅杰表現自己完全重拾初心，與女朋友邁步前行，动画城眾人也开始庆祝他们的胜利。

## 演员

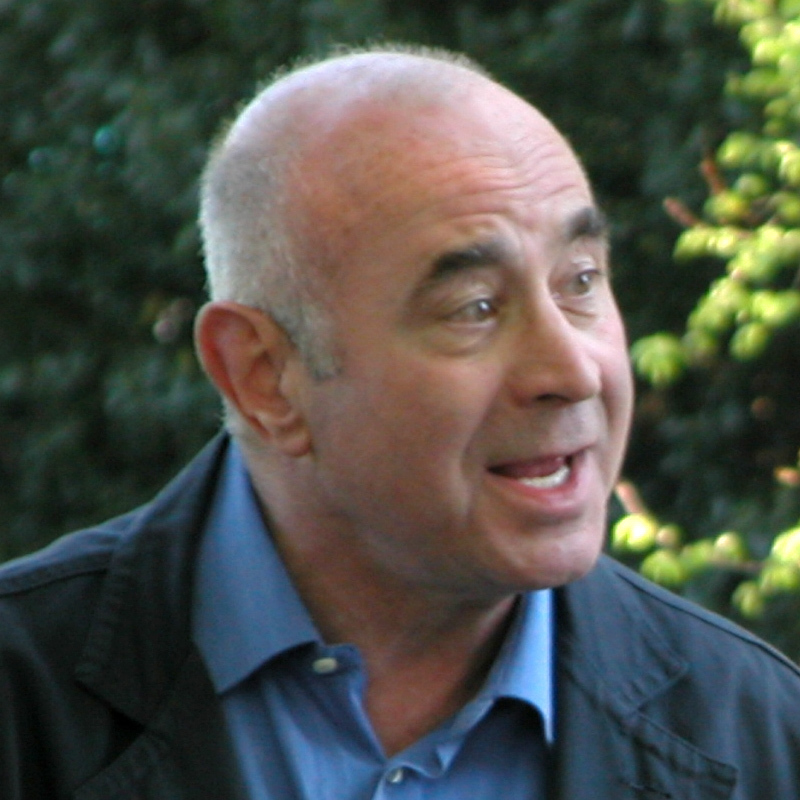
鲍勃·霍斯金斯在本片中出演的私家侦探艾迪成了他最为知名的角色

- 鲍勃·霍斯金斯饰艾迪·瓦利安特，一位对动画角色心有嫌隙而且还酗酒的私家侦探。影片的执行制片人史蒂文·斯皮尔伯格原打算由哈里森·福特来扮演这个角色，但他的出场价码实在太高，制片方也曾考虑由比尔·默瑞来出演，然而他却由于不主动接演角色而错过了这个机会[6]:86。
- 查尔斯·弗雷斯彻（英语：Charles Fleischer）为兔子罗杰配音，他是马隆动画公司的一位明星，被陷害谋杀了一个人类，于是寻求私家侦探艾迪的帮助以证清白。为了方便鲍勃的表演，查尔斯穿上了一件以兔子罗杰的形象制作的服装并在大部分场景中都站在镜头外[7]。动画总设计师理查德描述兔子罗杰的形象为：“像动画大师特克斯·艾弗里那样腰果形的头部，德鲁比那样的红发，穿着高飞的背带裤，打着猪小弟那样的领结，还戴着米老鼠的手套，并长有像兔八哥一样的脸颊和耳朵[2]。”查尔斯还为片中的另外三个动画小角色进行了配音[7]。
- 凯瑟琳·特纳为兔子罗杰的妻子，美艳的动画人物杰茜卡配音。用特纳自己的话说，这个角色之所以爱上罗杰是因为“他能让我笑起来。”另外，这个角色演唱的部分则是由艾米·欧文（英语：Amy Irving）配音[8]。
- 克里斯托弗·洛伊德为片中的大反派，铁石心肠的卡通城区高等法院法官“殒灭”配音。克里斯托弗之前曾与导演罗伯特在大受成功的科幻喜剧片《回到未来》中合作过而被选中，他表示扮演这种大恶人的角色“很有意思”[9]，为了让摄像机可以完美地捕捉下人物的动作和表情，他在镜头前会尽量避免眨眼睛[10]。
- 乔安娜·卡西迪扮演德洛丽思，艾迪的女友，她是一位服务员。
- 阿兰·提尔文（英语：Alan Tilvern）饰马隆动画公司的老板R·K·马隆，这也是提尔文最后一次在大银幕上的表演。
- 斯塔比·凯尔（英语：Stubby Kaye）饰马文·艾克姆，他是艾克姆公司的老板，一个喜欢恶作剧的家伙。
- 罗·赫什（英语：Lou Hirsch）为娃娃哈曼配音，他是罗杰的老搭挡，已经50岁但看上去还是个吃奶的娃[2]。

## 制作

### 发展
华特迪士尼公司在格瑞·K·沃尔夫的小说《谁审查了兔子罗杰》出版后不久就买下了将其改编为电影的版权。当时公司的总裁罗恩·W·米勒相信这将会是拍出一部卖座大片的绝好机会:72。然后公司请来杰夫瑞·普莱斯和彼得·S·西曼来编写剧本，而罗伯特·泽米基斯则于1982年时主动提出要导演这部电影，但由于他之前导演的两部电影（《一亲芳泽》和《尔虞我诈》）票房上都表现很差，因此迪斯尼公司不愿意让他来执导。1985年，迪斯尼新任CEO迈克尔·艾思纳重新提出了拍摄这部电影的计划，而由史蒂文·斯皮尔伯格、弗兰克·马歇尔和凯瑟琳·肯尼迪共同组建的安伯林娱乐公司主动提出愿意与迪斯尼共同出资拍摄本片更是给之服下了定心丸，因为其正好感觉原定五千万的拍摄预算有些太高了呢:86。
不过，影片的拍摄计划真正得到批准还是在预算被削减到了2990万美元的时候，这在当时仍然创下了拍摄动画电影最高的预算纪录:86。迪斯尼公司的另一位决策人杰弗瑞·卡赞伯格相信，真人与动画一起出演的这部电影将“挽救”迪斯尼公司的动画部门。斯皮尔伯格的合约包括大部分创意的主控权和大比率的票房利润分成，而迪斯尼公司则保留所有的商品销售权:86。斯皮尔伯格说服了华纳兄弟公司、弗莱舍工作室、环球影业、特纳娱乐公司等电影公司或工作室“借出”他们的动画角色出现在电影中，并且有些时候这种出现还是精心设计的。例如，迪斯尼公司的唐老鸭和华纳兄弟公司的达菲鸭是一对同样很有天份因而相互竞争的钢琴演奏家，米老鼠也和兔八哥出现在同一个镜头里。另外斯皮尔伯格和其它公司达成的协议中也包括这些公司将不会涉足本片的制作过程，但他还是没能说服包括哥伦比亚广播公司在内的其它多家公司请来大力水手、猫和老鼠、鬼马小精灵等动画角色出场。特瑞·吉列姆原本获得了执导本片的机会，但是他却认为这一项目在技术上太具挑战性因而没有接受，他之后承认，“我纯粹就是懒，对此我真是后悔死了”。罗伯特·泽米基斯因之前《回到未来》和《寻找绿宝石》的成功而于1985年重新被选中执导，理查德·威廉姆斯则获聘负责导演片中的动画镜头:86。

### 编剧
决定请斯皮尔伯格和泽米基斯加入后，迪斯尼公司请杰夫瑞·普莱斯和彼得·S·西曼继续完成剧本。为了寻找灵感，两位编剧一起研究了华纳兄弟公司和迪斯尼公司的动画作品。1974年上映的電影《唐人街》也对故事情节产生了影响。两人表示：“太平洋电车桥段、郊区的扩张、城市和政治腐败这些都曾发生过。”普莱斯还说，“在1940年代的洛杉矶，汽车和轮胎公司联合起来对付太平洋电车，争抢其业务令之倒闭。以前洛杉矶有电车经过的地方如今都建成了高速公路”。另外在小说《谁审查了兔子罗杰》中，动画人物并不是电影明星，而是连环漫画角色。
剧本编写过程中，普莱斯和西曼对由谁来做其中的大反派有些拿不定主意。他们曾分别写出兔子罗杰的妻子杰茜卡或是老搭档娃娃哈曼为反角的草案，但最终决定还是新增一个法官“殒灭”来作为一切阴谋的主使人。这个角色出场时本应有一只动画秃鹫站在其肩膀上，但由于技术上的原因而未能实现。殒灭还有一个装了12只动画袋鼠的手提箱，审理案件时就可以组成一个陪审团，然后袋鼠会跳出来，每一只都带有一个字母，12只正好可以组成“YOU ARE GUILTY”（你有罪）。不过这个设定也因为技术和成本上的原因而取消。殒灭手下的5只黄鼠狼分别叫“蠢蛋”、“聪明蛋”、“油蛋”、“喘蛋”和“神经蛋”，这是讽刺《白雪公主与七个小矮人》中小矮人的名字“糊涂蛋”、“快乐蛋”、“喷嚏蛋”、“害羞蛋”、“暴躁蛋”、“老兄蛋”和“快乐蛋”。为此两人原本还写了有7只黄鼠狼，不过后来删除了两只。片中其它的一些影射还包括类似纽约“棉花俱乐部”的“油墨和油漆俱乐部”，而殒灭的所做所为也暗合阿道夫·希特勒的最终解决方案。编剧一开始还有将法官殒灭描写为杀死小鹿班比母亲的猎人，不过迪斯尼拒绝了这个设定。出租车本尼一开始的构想是一辆大众甲壳虫，之后改为了一辆出租车。另外剧本中本来还设计有一场丧礼的戏，包括米老鼠、猫和老鼠、大力水手、超人和七个小矮人在内的所有动画人物都将客串出场，但最终也被剪去没有拍摄。最终片名《谁陷害了兔子罗杰》确定前，电影的暂定名称包括《动画城的谋杀案》、《死掉的动画不会付账》、《动画城大审判》、《动画城的麻烦》、《艾迪去动画城》等。

### 拍摄
动画导演理查德·威廉姆斯表示他“公开蔑视迪斯尼的官僚作风”:87并拒绝在洛杉矶工作。所以为了满足他和动画设计师团体的工作需要，电影摄制组只能转战英格兰东部的赫特福德郡。并且迪斯尼公司和执行制片人史蒂文·斯皮尔伯格也表示制作本片后，他们愿意帮助销售理查德当时尚未完成的作品《小偷与鞋匠》:87。
影片的其他主要的几位动画设计监制包括戴尔·比尔、詹姆斯·巴克斯特、大卫·博维斯、安德鲁斯·德加、克里斯·詹金斯、菲尔·尼伯林克、尼克·兰尼利和赛门·威尔斯。整个动画制作部门由助理制片人唐·哈恩领头，并分为理查德负责的伦敦分部和戴尔·比尔负责的洛杉矶分部两个部分。电影拍摄期间预算开始迅速扩张，并且所花费的时间也长过预期。当花费预算达到4千万美元时，迪斯尼公司CEO迈克尔·艾思纳甚至考虑要取消拍摄，但在杰弗瑞·卡赞伯格的劝说下他放弃了这个想法:87。尽管预算金额一涨再涨，但由于迪斯尼公司非常热衷于与史蒂文·斯皮尔伯格合作，因此还是一直坚持了下来:86。
为了拍摄真人与动画角色互动的镜头，摄像机增加了动作主控技术。排练时还通过橡胶制成的兔子罗杰、娃娃哈曼及黄鼠狼的模型让演员在需要“对着空气想像动画人物”时可以生动地表现出互动效果，许多默剧艺术家、木偶操作师都提供了帮助，并且还使用了不少人偶及机械手臂来协助进行拍摄。给兔子罗杰配音的查尔斯·弗雷斯彻还坚持穿上了一件以动画角色形象制作的外套，不但是为了让自己表现起来更入戏和真实，也还在其他演员表演时站在镜头外，以便他们表演时进行发挥。《谁陷害了兔子罗杰》于1986年12月2日开拍并持续了7个月，然后还在洛杉矶花了4个星期进行拍摄，同时由工业光魔公司通过蓝幕技术完成动画城的特技制作。

### 动画制作
《谁陷害了兔子罗杰》的后期制作耗费了整整14个月的时间。首先，动画设计师和布局艺术家将真人演出的镜头以一帧帧照片的形式截出并处理成黑白色，然后在这些照片上铺一张动画图像，再以手绘将两者联系起来。并且由于泽米基斯拍摄的真人镜头经常采用动态摄影，因此动画设计师也必须加以配合，增加大量的活动图片，以免出现动画角色突然从一处滑动到另一处的情况。这一阶段制作完成后，会再经过传统的动画处理过程，并用专业摄像技术在去掉所有背景的前提下把画面拍到胶片上。这些片断下一步则会送到工业光魔公司，经过处理后再利用光学打印机把阴影、色调、灯光效果打印到动画角色上以令其看上去更加立体，并且似乎真的是在真人演员演出时的灯光照射下一起拍摄的一样，然后再将所有镜头与真人表演的镜头合并。

### 音乐
已经多次与罗伯特·泽米基斯合作的亚伦·史维斯查谱写了本片的配乐，并亲自指挥伦敦交响乐团演奏，罗伯特对此曾开玩笑说“英国人老跟不上史维斯查的爵士乐节奏”（不过之后亚伦在英国录制他谱曲的其它电影的配乐，如《特警判官》、《木乃伊归来》、《盗墓者罗拉：生命之匙》、《美国队长》时，的确是与别的管弦乐团进行合作）。伦敦交响乐团完全即兴演奏了兔子杰茜卡的主题音乐，而亚伦在本片中谱写的配乐风格也受到了卡尔·萨达林很大的影响。
本片的电影原声带最初于1988年6月22日由布埃纳·维斯塔唱片公司（即今天迪斯尼音乐集团的前身）发布，之后又在2002年4月16日由华特迪士尼唱片公司重新发行了音频CD，这张唱片也可以在苹果公司的数字媒体网上商店iTunes Store进行下载。
| 曲序 | 曲目                                         | 艺术家                        | 时长 |
| ---- | -------------------------------------------- | ----------------------------- | ---- |
| 1.   | Maroon Logo                                  | 亚伦·史维斯查                 | 0:19 |
| 2.   | Maroon Cartoon                               | 亚伦·史维斯查                 | 3:25 |
| 3.   | Valiant & Valiant                            | 亚伦·史维斯查                 | 4:22 |
| 4.   | The Weasels                                  | 亚伦·史维斯查                 | 2:08 |
| 5.   | Hungarian Rhapsody (Dueling Pianos)          | Tony Anselmo，Mel Blanc       | 1:53 |
| 6.   | Judge Doom                                   | 亚伦·史维斯查                 | 3:47 |
| 7.   | Why Don't You Do Right?                      | Amy Irving, Charles Fleischer | 3:07 |
| 8.   | No Justice for Toons                         | 亚伦·史维斯查                 | 2:45 |
| 9.   | The Merry-Go-Round Broke Down (Roger's Song) | Fleischer                     | 0:47 |
| 10.  | Jessica's Theme                              | 亚伦·史维斯查                 | 2:03 |
| 11.  | Toontown                                     | 亚伦·史维斯查                 | 1:57 |
| 12.  | Eddie's Theme                                | 亚伦·史维斯查                 | 5:22 |
| 13.  | The Gag Factory                              | 亚伦·史维斯查                 | 3:48 |
| 14.  | The Will                                     | 亚伦·史维斯查                 | 1:10 |
| 15.  | Smile, Darn Ya, Smile!/That's All Folks      | Toon Chorus                   | 1:17 |
| 16.  | End Title (Who Framed Roger Rabbit)          | 亚伦·史维斯查                 | 4:56 |

## 发行
影片拍摄完成后，迪斯尼公司当时的CEO迈克尔·艾思纳和副总裁罗伊·E·迪斯尼感觉影片中将动画人物塑造得很性感会“有伤风化”:88，并且艾思纳与导演罗伯特在影片的多个方面都没有取得共识，但由于罗伯特拥有对影片进行最终剪辑的决定权，因此他拒绝对之作出相应的更改。最终，影片开始前出现的迪斯尼公司商标广告改为试金石影业的商标广告后才得以发行:88。
《谁陷害了兔子罗杰》于1988年6月22日正式上映，在美国首周于1045家电影院放映并获得1122万6239美元的收入，最终影片在北美两国收入达1亿5645万美元，其它国家1亿7335万美元，总计票房收入高达3亿2980万美元。这个成绩当时可以在世界电影票房历史总榜上排到第20名，并且也是1988年度的电影票房亚军，仅次于巴瑞·莱文森执导，达斯汀·霍夫曼和汤姆·克鲁斯主演的《雨人》。

### 家用媒体
《谁陷害了兔子罗杰》于1989年10月12日发行了录像带和激光影碟，而影片的DVD则是在1999年9月28日发行的。
2003年3月25日，布埃纳·维斯塔唱片公司（即今天华特迪士尼家庭娱乐公司的前身）发行了包括有一部纪录片、三部短片、一些游戏、花絮和删除镜头的双DVD特别收藏版。
2013年3月12日，试金石家庭娱乐公司（Touchstone Home Entertainment，华特迪士尼家庭娱乐公司的一部分）发行了本片的25周年纪念特别版蓝光影碟。

## 专业评价
《谁陷害了兔子罗杰》上映后获得了评论界的好评，根据烂蕃茄上收集的66篇专业评论文章，其中64篇给出了“新鲜”的正面评价，“新鲜度”高达97%，平均得分8.4分（满分10分）。而另一家综合评论收集网站Metacritic则根据其收集到的15篇评论文章给出了83分（满分100分）的平均分。
《芝加哥太阳报》影评专栏作家罗杰·艾伯特给影片正面评价，预期其将会有“万金难买口口相传的影响力。这部电影不但是娱乐上的杰作，更表现出了突破性的精湛工艺”。《纽约时报》的简妮特·玛斯琳曾评价道，“虽然这并非首次真人与动画角色一起在大银幕上演出，但却是第一次让之看上去这么真实”。《华盛顿邮报》的德森·汤姆森认为《谁陷害了兔子罗杰》 是“天才们的伟大合作。泽米基斯拥有迪斯尼公司热心的支持，制片人史蒂文·斯皮尔伯格的拉动，华纳兄弟公司的祝福，加拿大动画设计师理查德·威廉姆斯的墨水和纸张，梅尔·布兰克的嗓音，杰夫瑞·普莱斯和彼得·S·西曼机智风趣而又疯狂的剧本，乔治·卢卡斯的工业光魔公司和鲍勃·霍斯金斯的滑稽表演”。不过，《时代周刊》的理查德·科里斯对电影给出了褒贬不一的评价。“开场的动画镜头都还好，不过有点太好了，开场这一段镜头比整部电影的层次都要高了。”他也对片中向美国动画工业致敬的部分感到很厌烦。

### 奖项
《谁陷害了兔子罗杰》是至今2013年止唯一一部获得了4项奥斯卡金像奖的真人动画电影，并且也是继1964年的《歡樂滿人間》后首部获多项奥斯卡奖的动画电影。影片在第61届奥斯卡金像奖角逐中获剪辑、艺术指导、音效剪辑、摄影、音效、视觉效果6项提名，并最终拿下剪辑、视觉效果、音效剪辑3项大奖，理查德·威廉姆斯也因其在动画角色设计制作上的杰出表现而获得了一座特别成就奖。在1990年的土星奖角逐中，《谁陷害了兔子罗杰》夺得最佳奇幻电影、导演、特技效果三项大奖，另有男主角、音乐、男配角、女配角、编剧5项提名，并获第42届英国电影学院奖最佳特技效果奖，另有最佳摄影、剪辑、艺术指导、改编剧本4项提名。此外，《谁陷害了兔子罗杰》还获得了第46届金球奖最佳影片（音乐剧/喜剧类）奖和最佳电影男主角（音乐剧/喜剧）奖两项提名，并获尼克频道儿童选择奖最受欢迎电影奖。
美国影艺协会百年电影史系列评选
- AFI百年电影史百大喜剧电影：提名
- AFI百年电影史百大经典台词：
  - 本片中的台词“我不坏，我只是被画成那样。”（“I'm not bad. I'm just drawn that way.”）获得提名
- AFI十大类型十大佳片：幻想类型片提名

## 影响

《谁陷害了兔子罗杰》让兔八哥和米老鼠首次出现在了一个镜头中

《谁陷害了兔子罗杰》重新引起了人们对美国动画黄金时代的兴趣，让现代动画开始进入高速的发展时期。1991年，华特迪士尼幻想工程公司开始在位于加利福尼亚州阿纳海姆的迪斯尼乐园开发米老鼠动画城，这个动画城在本片中出现过的那个动画人物居住的“动画城”的翻版，其中还有一条名叫兔子罗杰的动画旋转的游乐设施:88。
影片之后还后续拍摄了三部动画短片，分别是在《亲爱的，我把孩子缩小了》之前放映的《Tummy Trouble》，与《至尊神探》一起放映的"Roller Coaster Rabbit"以及包含在《幻象大猎杀》中的《Trail Mix-Up》，而在这以前，迪斯尼公司已经有24年没有推出过面向电影观众的动画短片了。此外，影片还衍生出了一些漫画书、电子和电脑游戏作品，甚至还有由日本发行的游戏。

### 争议
电影的镭射影碟发行后，《综艺》杂志于1994年率先报道称，有人在电影的部分镜头中发现了兔子罗杰的妻子杰茜卡的短暂裸露镜头。只是这些镜头在电影每秒24帧的正常播放速度下是无法发现的，而镭射影碟播放机则允许用机一帧一帧地步进来“发现”这样的内容。不过无论如何设计师是否是故意要画出动画角色的裸露形象这点仍然无法确定。许多零售商表示，自从包括有线新闻网和多家报纸在内的媒体报道了这一情况后，本片的镭射影碟刚一上架马上就被抢购一空。一位迪斯尼公司的高管对《综艺》的报道这样回应道：“这些人的生活得空虚到什么程度才会发现这样的事情。我们可能永远都不会知道这些，这只是个愚蠢的噱头。与此同时，对这种事儿人们也应该要有点幽默感。”
其它一些导致争议的镜头还包括娃娃哈曼比中指，或是经过一位女性裙子下时流出口水的镜头。而在唐老鸭和达菲鸭一起出现的一个镜头中，据说唐老鸭在大声咆哮胡言乱语的过程中称达菲鸭是“愚蠢该死的黑鬼”，然而这其实只是个误会，剧本中这一句台词实际上是“死倔死硬的傻瓜”。

### 法律争议
2001年，小说《谁审查了兔子罗杰》的作者格瑞·K·沃尔夫向法院起诉华特迪士尼公司声称该公司拖欠了他应得的商品销售和“总收入”的特许权使用费。2002年，法院驳回了沃尔夫的诉状，认为总收入只是指迪斯尼公司的现金收益。沃尔夫不服于是提出上诉，并请来专家证人指出根据娱乐行业的习惯，所谓“总收入”并不仅仅包含现金收益，而应该有更广泛的解读。2004年1月，加利福尼亚州上诉法院裁决原名胜诉，推翻了原本的判决并发回重审。在2005年3月的听证会上，沃尔夫估算称迪斯尼公司欠他700万美元。对方律师则声称迪斯尼公司不但不欠原告分毫，并且由于之前会计在案前统计时出现失误，沃尔夫实际上反而还欠迪斯尼公司50万至100万美元。

### 续集
由于《谁陷害了兔子罗杰》在商业和评论上均获得了很大的成功，迪斯尼公司和史蒂文·斯皮尔伯格都认为应该拍摄一部续集。纳特·默尔汀写下了一个以1941年为时代背景的前传故事，标题为《兔子罗杰：动画小队》。与之前的电影类似，这个前传中也有许多动画角色客串出镜。故事以兔子罗杰早年生活在美国中西部的农场中开始，他与一位叫里奇·达文波特的人类一起四处旅行来寻找自己的母亲，路上遇上了一位正在努力拼搏中的好莱坞女演员杰茜卡·克鲁帕尼克（之后嫁给了罗杰）。之后罗杰和里奇被征兵入伍，而杰茜卡则被绑架，并被迫在广播中对纳粹德国进行宣传。罗杰和里奇必须深入纳粹横行的欧洲去拯救杰茜卡，不过幸好他们也有军队中其他众动画人物所组成小队的支援。成功挫败纳粹的阴谋并救出杰茜卡后，罗杰和里奇获得了好莱坞大道游行的热烈欢迎，罗杰也终于与自己的父母团聚，原来他的爸爸正是兔八哥。
默尔汀之后将剧本的标题改成了《谁发现了兔子罗杰》，但斯皮尔伯格由于之前拍摄了以严肃角度反映纳粹对犹太人大屠杀的电影《辛德勒的名单》，认为自己不适合参加一部以讽刺角度来看待纳粹的电影制作，他因此退出了这个项目。1997年，迈克尔·艾思纳委托谢里·斯通和迪安娜·奥利弗来改写剧本。他们虽保留了罗杰寻找母亲的情节，但改写了罗杰意外成为百老汇和好莱坞明星的设定。迪斯尼对新的剧本表示满意，并请阿兰·门肯为电影谱写5首歌曲并担任执行制片人，其中一首歌《这只会发生在电影中》（This Only Happens in the Movies）于2008年录制发行。艾瑞克·戈德伯格则担任续集的动画制作总监，并且已经开始重新设计罗杰的新形象。
虽然弗兰克·马歇尔和凯瑟琳·肯尼迪都决定继续出任制片人一职，但斯皮尔伯格正在创建梦工厂因此无意加入。1998年，剧组在佛罗里达州的布埃纳文图拉湖拍摄了《谁发现了兔子罗杰》的样片，但由于其中电脑成像技术、传统动画工艺和真人演出结合的效果欠佳，迪斯尼公司很不满意。第二次拍摄的样片将所有动画人物都通过电脑成像进行转换，但这也导致影片的项目预算超过1亿美元，因此整个计划被搁置，艾思纳干脆认为最好还是取消这部电影。2003年3月，制片人唐·海恩表示，“不要预期《兔子罗杰》的续集会很快出来，今天的动画已经彻底为计算机所征服，传统的动画技术已经过时了。”
2007年12月，马歇尔表示自己仍然有意参与续集的制作工作，2009年4月，泽米基斯也表示自己仍然有兴趣，并表示前集的两位编剧杰夫瑞·普莱斯和彼得·S·西曼也正在编写新的剧本。他还表示电影中的动画角色将使用传统的2D技术，其他人物则会应用动画捕捉技术。不过到了2010年，泽米基斯又表示续集中虽然会像前传那样使用2D技术制作和拍摄，但动画角色的光影效果等还是会使用数字技术来进行完善。同年唐·海恩也在接受《帝国》采访时确定续集正在开发过程中。他对此说道，“是的，我对此没有任何评论。我彻底否认，不过好吧……要是你是一位粉丝的话，很快你就会非常、非常、非常高兴。”2010年，鲍勃·霍斯金斯也表示自己仍然有意出演同一角色，不过由于2011年他被诊断出患有帕金森氏症，他在2012年退出了演艺圈。马修尔确定这部续集剧情上是一部前传，并且剧本已经基本上完成。在2012年上映电影《迫降航班》的首映式上接受采访时，泽米基斯表示虽然霍斯金斯退休了，但续集仍然是有希望推出的，剧本已经送交迪斯尼公司高管等待批准。

### 兔子罗杰舞
“兔子罗杰”在1990年代早期成为了一种流行舞步，这种舞蹈由于与电影中卡通人物的动作接近而得名。

## 扩展阅读
- Mike Bonifer. . First Glance Books. 1989年6月. ISBN 0-9622588-0-6.
- Martin Noble. . Novelization of the film. Virgin Books. 1988年12月. ISBN 0-352-32389-2.
- Gary K. Wolf. . Spin-off from the film and Wolf's Who Censored Roger Rabbit?. Villard. 1991年7月. ISBN 978-0-679-40094-3.
- Bob Foster. . Comic book sequel between Who Framed Roger Rabbit and the theatrical short Tummy Trouble. Marvel Comics. 1989. ISBN 0-87135-593-0.
- Ken P. . IGN. 2003-04-01  [2013-05-27]. （原始内容存档于2012-10-25）.
- Ken P. . IGN. 2003-03-31  [2013-05-27]. （原始内容存档于2014-07-15）.
- Wade Sampson. . Mouse Planet. 2008-12-17.[]
- Andrew, Farago, Bill Desowitz. . Animation World Network. 2008-11-30  [2013-05-27]. （原始内容存档于2012-08-19）.